# Challans
Challans là một xã trong vùng hành chính Pays de la Loire, thuộc tỉnh Vendée, quận Les Sables-d'Olonne, tổng Challans. Tọa độ địa lý của xã là 46° 50' vĩ độ bắc, 01° 52' kinh độ đông. Challans nằm trên độ cao trung bình là 11 mét trên mực nước biển, có điểm thấp nhất là 1 mét và điểm cao nhất là 64 mét. Xã có diện tích 64,84 km², dân số vào thời điểm 1999 là 16.132 người; mật độ dân số là 249 người/km².

## Thông tin nhân khẩu
| 1936  | 1954  | 1962  | 1968  | 1975   | 1982   | 1990   | 1999   |
| ----- | ----- | ----- | ----- | ------ | ------ | ------ | ------ |
| 5.704 | 5.828 | 6.962 | 8.558 | 11 794 | 12 845 | 14 203 | 16 132 |